# Helmut Kolle

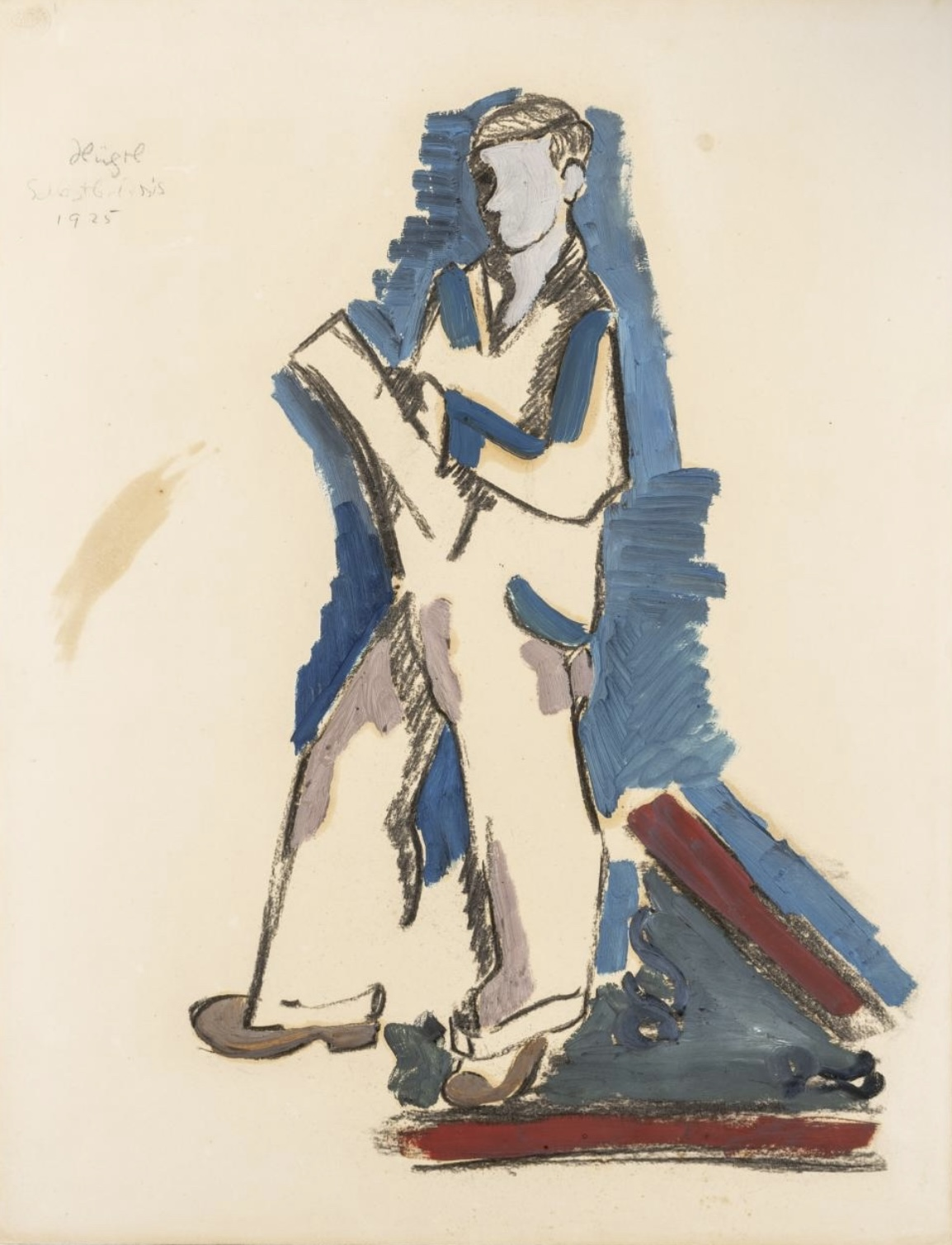
Helmut Kolle: Autorretrato (con bloc de dibujo), alrededor de 1925

Helmut Kolle (Charlottenburg, Berlín, Alemania), 24 de febrero de 1899 — Chantilly, Francia, 17 de noviembre de 1931) fue un pintor alemán que también usó el pseudónimo Helmut von Hügel.
Hijo del bacteriólogo Wilhelm Kolle entre 1919-1920 trabajó junto al crítico de arte Wilhelm Uhde quien sería su pareja.
Tuvo exposiciones en Berlín y en París donde vivió a partir de 1924 hasta 1928 cuando gravemente enfermo regresó a Chantilly donde murió en la casa de Uhde.
Su obra fue influenciada por Pablo Picasso, Georges Braque y Henri Rousseau.
El correo alemán emitió un sello postal en su homenaje y en 2010 el Museo de Chemnitz ofreció una retrospectiva de su obra
Aparece brevemente personificado en la película Séraphine por el actor Nico Rogner sobre la vida de Séraphine Louis (2008)

## Exposiciones
- París , 1925. Galerie Pierre
- París , 1926. Galerie Bing
- París , 1929. Galerie Georges Bernheim
- París , 1932. Galerie Jacques Bonjean
- Londres, 1935. Wertheim Gallery
- París , 1946. Galerie de France
- Hamburgo, Kunstverein; Hannover, Kestner Gesellschaft; Frankfurt del Meno Städelsches Kunstinstitut, 1952/53
- Saint-Omer, 1969
- Hagen, 1970
- Arras, Hazebrouck, Vitré, 1972/73
- Milán, 1975
- Düsseldorf, 1988
- Múnich, 1994/95. Lenbachhaus
- Colonia, 1998
- Chemnitz, 2010